# Li Sen
Li Sen, 李 森 (ur. 7 stycznia 1914 w Hengyang, zm. 1942 w Chengdu) – chińska lekkoatletka, sprinterka. 
Podczas igrzysk olimpijskich w Berlinie (1936) odpadła w eliminacjach na 100 metrów.
Podczas Chińskich Igrzysk Narodowych w 1935 zwyciężyła w biegach na 50 (z czasem 6,9), 100 (z rezultatem 13,7) oraz 200 metrów (z wynikiem 27,5). 
15 października 1935 w Szanghaju ustanowiła czasem 27,5 rekord kraju w biegu na 200 metrów, który przetrwał do 1953.

## Rekordy życiowe
- Bieg na 100 metrów – 13,7 (1935)